# Lê Thanh Nghị
Lê Thanh Nghị (1911–1989) tên thật là Nguyễn Khắc Xứng, là một chính khách Việt Nam. Ông từng giữ chức Phó Thủ tướng của Việt Nam từ năm 1960 đến 1980, Phó chủ tịch kiêm Tổng thư ký Hội đồng Nhà nước (1982-1986).

## Thân thế
Ông tên thật là Nguyễn Khắc Xứng, sinh ngày 6 tháng 3 năm 1911 ở thôn Bình Đê, xã Thượng Cốc, huyện Gia Lộc (nay là thôn Bình Đê (Cốc Cả), xã Gia Khánh, huyện Gia Lộc, tỉnh Hải Dương).
Cha mẹ của ông là ông Nguyễn Năng Việt và bà Nguyễn Thị Mùi có tám người con, trong đó 4 người con trai là Nguyễn Khoái (Lê Thành Lập), Nguyễn Khắc Xứng (Lê Thanh Nghị), Nguyễn Năng Hách (1914–1981), Chủ tịch Hải Dương 1947–1951, Bí thư Hải Dương 1950–1951), Nguyễn Thiệu Ước (Lê Thành Ân). Cả bốn người về sau đều là những chính khách quan trọng trong chính quyền Việt Nam.

## Tham gia cách mạng
Năm 16 tuổi, ông ra Hải Phòng làm thợ điện ở Nhà máy Điện Cửa Cấm. Sau khi bị thất nghiệp, ông ra vùng mỏ làm ở Nhà máy Điện Cọc 5, rồi trở về Vàng Danh làm phu mỏ. Tại đây, năm 1928, ông bắt đầu tham gia hoạt động cách mạng, năm 1929 ông gia nhập Hội Việt Nam Thanh niên Cách mạng. Năm 1930, ông được kết nạp vào Đảng Cộng sản Đông Dương.
Tháng 5 năm 1930, ông bị chính quyền thực dân Pháp bắt giam tại nhà tù Hải Phòng, sau đó bị tuyên án tù chung thân và bị đày ra Côn Đảo. Năm 1936, ông được ân xá nhưng vẫn bị quản thúc tại quê nhà. Để sinh kế, ông xin làm ở Nhà máy Nước Ninh Giang đông thời để có điều kiện tiếp tục hoạt động cách mạng. Không bao lâu sau, ông bắt được liên lạc với tổ chức, hoạt động bí mật ở Hải Dương và Hải Phòng, xây dựng nhiều cơ sở đảng, tham gia Thành ủy Hà Nội. Cuối năm 1937, ông được cử về hoạt động ở Hải Dương. Giữa năm 1939, ông công tác ở Xứ ủy Bắc Kỳ, tham gia Ban cán sự Liên tỉnh B.
Đầu năm 1940, ông bị bắt lần thứ hai, bị kết án 5 năm tù, đày tại nhà đày Sơn La. Đầu năm 1945, ông ra tù, tiếp tục hoạt động và được chỉ định vào Thường vụ Xứ ủy Bắc Kỳ.

## Sự nghiệp chính trị

### Làm việc tại Trung ương
Ngày 9 tháng 3 năm 1945, tại Hội nghị Ban Thường vụ Trung ương mở rộng, ông được cử vào Ủy ban Quân sự Bắc Kỳ, trực tiếp lãnh đạo khởi nghĩa vũ trang ở khu III. Ngày 12 tháng 3 ông cùng đồng chí Nguyễn Trọng Tỉnh phát động khởi nghĩa giành chính quyền tại xã Xuân Biều, huyện Hiệp Hòa, tỉnh Bắc Giang
Sau Cách mạng tháng 8, ông là Xứ ủy viên Xứ ủy Bắc Kỳ, phụ trách miền duyên hải; năm 1946 là Thường vụ Xứ ủy.
Khi Toàn quốc kháng chiến, ông làm Bí thư Khu ủy Khu 3 kiêm Chủ tịch Ủy ban kháng chiến hành chính khu 3.
Đầu năm 1948, ông được cử làm Phó Bí thư Liên khu 3, cuối năm đó được cử giữ chức Chánh Văn phòng Trung ương Đảng.
Đến cuối năm 1949, ông trở về làm Phó Bí thư Liên khu ủy Liên khu 3.
Tại Đại hội đại biểu toàn quốc lần thứ II của Đảng năm 1951, ông được bầu vào Ban Chấp hành Trung ương Đảng, trực tiếp làm Bí thư Liên khu ủy, kiêm Chủ tịch Ủy ban kháng chiến hành chính Liên khu 3 và Chính ủy Bộ Tư lệnh Liên khu 3, năm 1953-1954 kiêm Bí thư Thành ủy Hà Nội.
Cuối năm 1954, ông lần thứ 2 được cử làm Chánh Văn phòng Trung ương Đảng.
Tháng 10 năm 1956, tại Hội nghị trung ương lần thứ 10 mở rộng, ông được bầu bổ sung vào Bộ Chính trị.
Tại Đại hội III và IV của Đảng, ông được bầu vào Ban Chấp hành Trung ương, Ủy viên Bộ Chính trị.
Năm 1980, ông được bầu làm Thường trực Ban Bí thư.
Tại Đại hội V của Đảng, ông được bầu vào Ban Chấp hành Trung ương.

### Làm việc trong Chính phủ

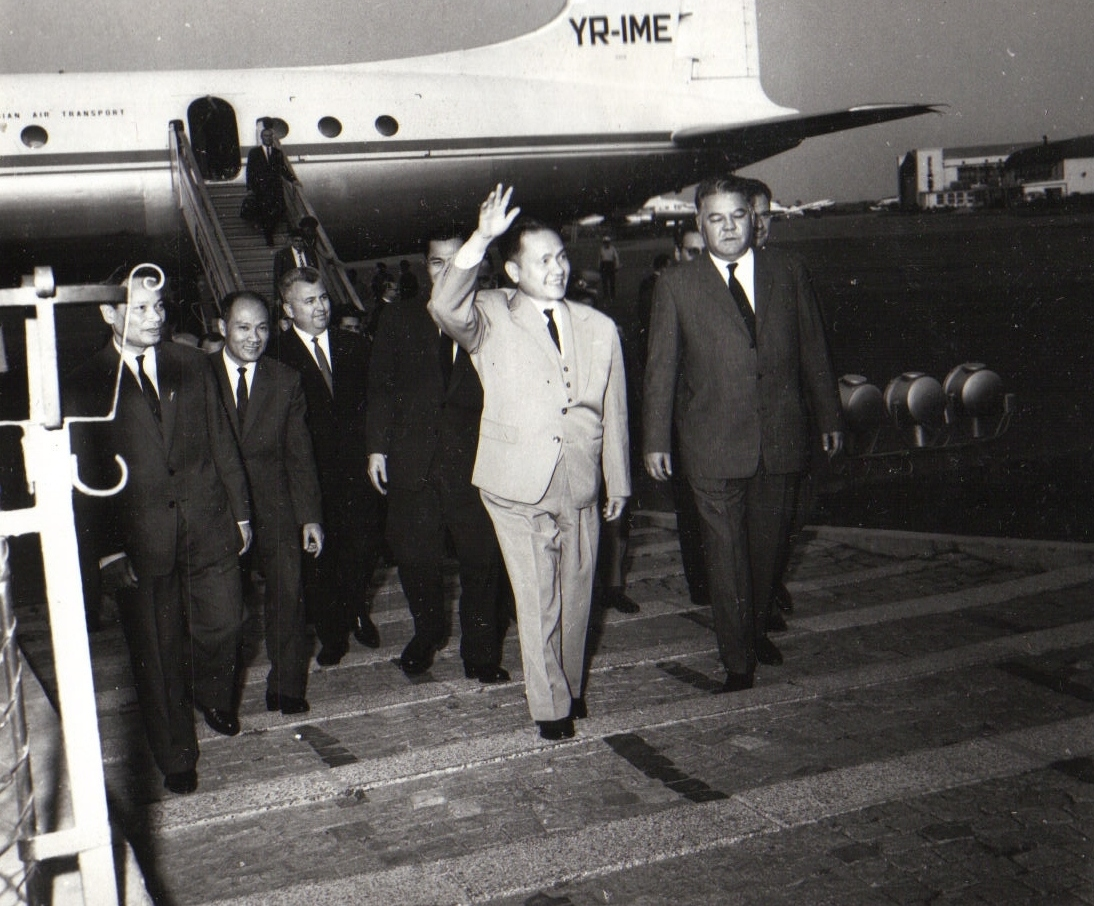
Phó Thủ tướng Lê Thanh Nghị thăm Romania năm 1966

Cuối năm 1955 ông giữ chức Bộ trưởng Bộ Công nghiệp.
Năm 1960, ông được cử làm Phó Thủ tướng Chính phủ, kiêm Chủ nhiệm Văn phòng Công nghiệp Phủ Thủ tướng, kiêm Chủ nhiệm Ủy ban kiến thiết cơ bản nhà nước (năm 1963).
Đến năm 1967, kiêm Trưởng ban Công nghiệp Trung ương. Ông thôi giữ chức Chủ nhiệm Văn phòng Công nghiệp Phủ Thủ tướng để đảm nhiệm chức vụ Bộ trưởng Bộ Công nghiệp nặng.
Từ năm 1974 đến năm 1980, ông tiếp tục làm Phó Thủ tướng Chính phủ, kiêm Chủ nhiệm Uỷ ban Kế hoạch Nhà nước.
Từ tháng 7 năm 1981 đến tháng 12 năm 1986, ông được Quốc hội bầu làm Phó Chủ tịch, rồi kiêm Tổng thư ký Hội đồng Nhà nước thay ông Xuân Thủy, từ tháng 6 năm 1982 đến tháng 12 năm 1986.
Ông là đại biểu Quốc hội từ khoá II đến khoá VII.

## Qua đời và vinh danh

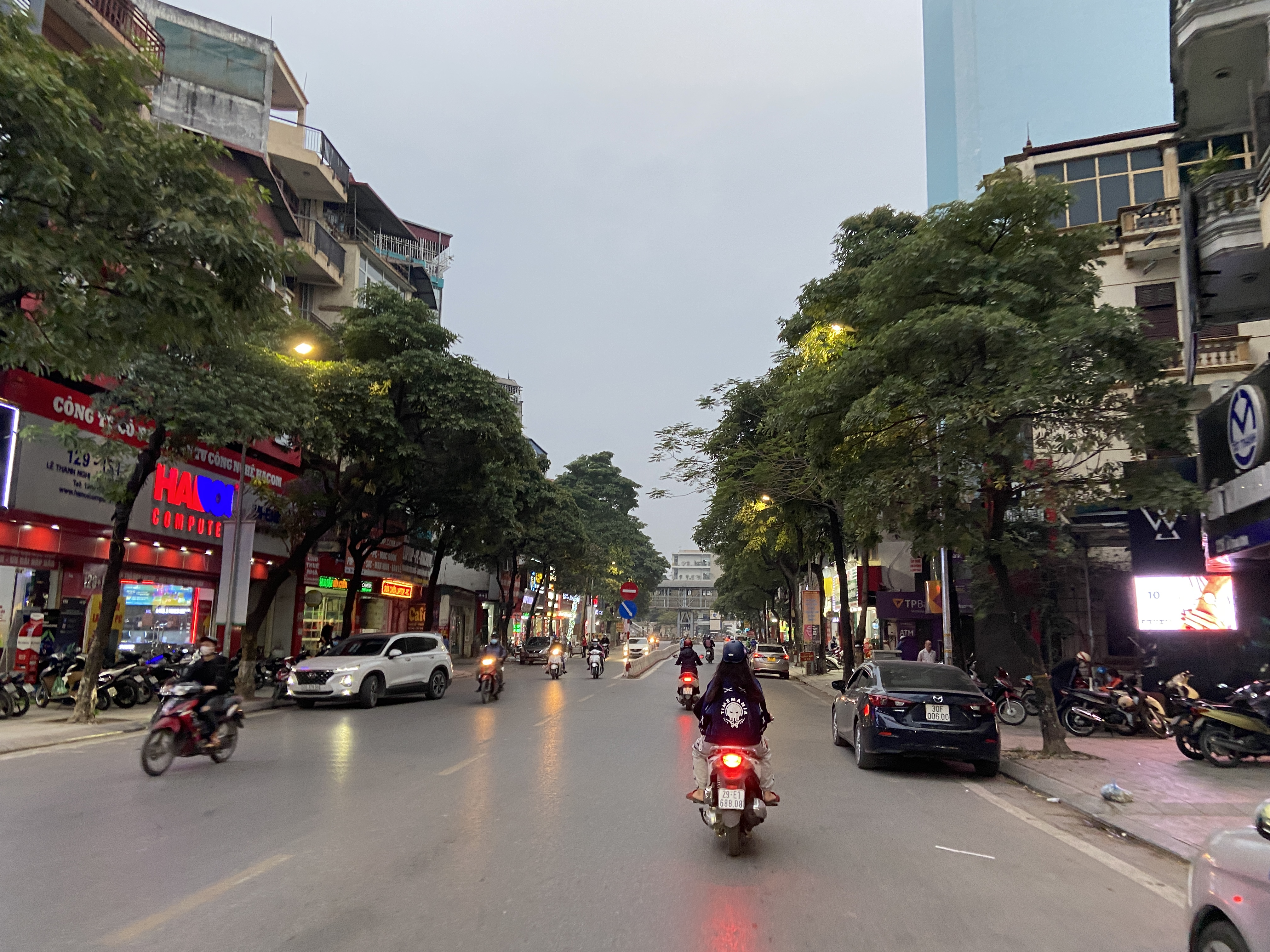
Đường Lê Thanh Nghị ở Hà Nội

Năm 1987, do sức khỏe giảm sút, ông nghỉ hưu. Ông qua đời ngày 16 tháng 8 năm 1989 tại Hà Nội, an táng tại Nghĩa trang Mai Dịch.
Sinh thời, ông có viết 2 bộ hồi ký: "Lê Thanh Nghị - Trọn một cuộc đời" và "Suối reo năm ấy". Để tưởng nhớ công lao hoạt động cách mạng của ông, Tỉnh ủy, Hội đồng nhân dân và Ủy ban nhân dân tỉnh Hải Dương đã quyết định xây dựng Nhà tưởng niệm cố Phó Chủ tịch Hội đồng Nhà nước Lê Thanh Nghị tại xã Gia Khánh, huyện Gia Lộc. Công trình đã khánh thành tháng 4 năm 2004.
Tên của ông được đặt cho một con đường ở phường Đồng Tâm, quận Hai Bà Trưng, Thành phố Hà Nội, một trường chuyên của huyện Gia Lộc, tỉnh Hải Dương, một đường ở thành phố Hải Dương, một phường tại thành phố Hải Dương, đường tại thị trấn Gia Lộc, tỉnh Hải Dương, tại thành phố Hạ Long (nối đường Nguyễn Văn Cừ và Trần Quốc Nghiễn), thành phố Cẩm Phả (từ đường Hoàng Quốc Việt tới đường Nguyễn Đức Cảnh),...
Con đường mang tên ông hiện tại phường Nam Nha Trang- Nha Trang- Khánh Hòa ( xuất phát từ dường Hoàng Diệu chạy cắt ngang đường Phước Long...)
Con đường mang tên ông hiện tại phường Hòa Cường, quận Hải Châu, thành phố Đà Nẵng; tại Núi Thành (Quảng Nam), tại Quy Nhơn, Bình Định; tại Côn Đảo, Bà Rịa, Vũng Tàu (Bà Rịa – Vũng Tàu),....

### Gia đình
Nguyễn Năng Tấu: Tác giả cuốn "Tứ Kỳ địa dư phong vật chí" – là ông bác của Lê Thanh Nghị.